# Дудінов Володимир Миколайович
Володимир Миколайович Дудінов (1938—2016) — радянський і український астроном, один з творців спекл-інтерферометрії, лауреат Державної премії УРСР в галузі науки і техніки (1986), директор НДІ астрономії Харківського національного університету (1977—1993).

## Життєпис
Володимир Дудінов народився 22 квітня 1938 року. В 1950-і роки навчався на астрономічному відділенні Харківського державного університету ім. А. М. Горького. В ці роки близько дружив з Леонідом Акімовим, разом з ним вечорами після лекцій збирав астрономічні інструменти, проводив спостереження. В ніч після запуску першого супутника Дудінов і Акімов прийняли його сигнали і транслювали на весь Сад Шевченка. В 1960 Дудінов захистив дипломну роботу, в якій перетворив стару 6-метрову параболічну антену на радіотелескоп і зареєстрував радіовипромінювання Сонця.
Після закінчення університету почав працювати молодшим науковим співробітником Астрономічної обсерваторії ХДУ. В дискусіях з Барабашовим, Гаражой, Акімовим, Корнієнком й іншими колегами, у Дудінова з'явилось розуміння проблеми поліпшення бачення крізь атмосферу, яке стало головним напрямком його роботи протягом всього життя. В цей час Дудінов також брав участь в першій лазерній локації Місяця, відповідав за будівництво Чугуївської спорстережної станції. У 1969 захистив кандидатську дисертацію «Аналіз і оптимальна обробка результатів поверхневої фотометрії планет».

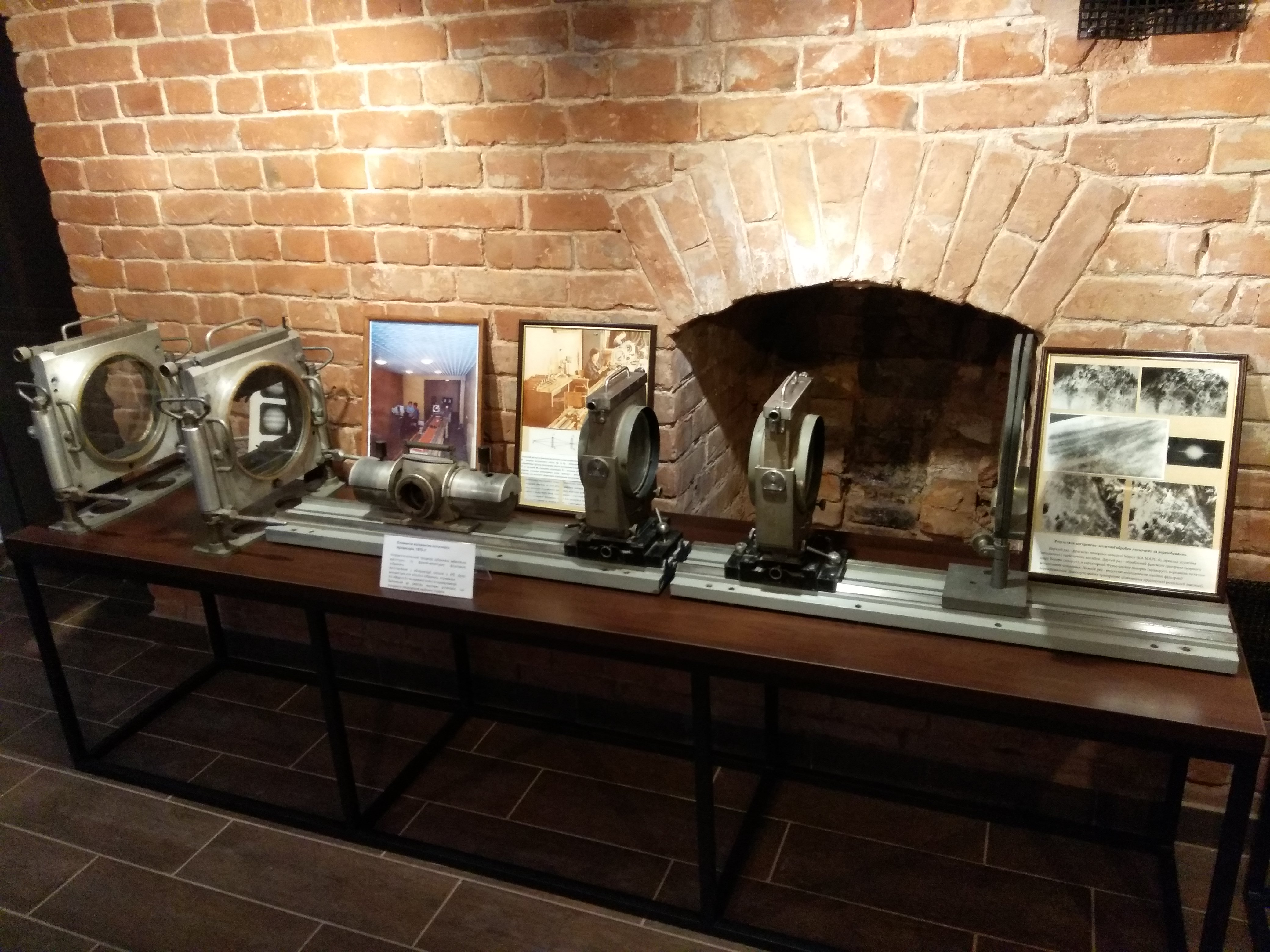
Когерентно-оптичний процесор Дудінова в Харківському музеї астрономії ім. М. П. Барабашова

На той час не було достатніх розрахункових потужностей, щоб здійснювати цифрову обробку сигналів. Але в 1969, під впливом книги Марешаля та Франсона «Структура оптичного зображення», Дудінов й Акімов зрозуміли, що можна виконати обробку за допомогою аналогової техніки, виконавши перетворення Фур'є за допомогою лінзи. Об'єднавши зусілля з Корнієнком, вони створили в обсерваторії когерентно-оптичний процесор для обробки зображень. Перед проходженням Меркурія по диску Сонця 9 травня 1970 було вирішено відзняти проходження на кіноплівку, а потім усереднити квадрати фур'є-спектрів окремих кадрів за допомогою когерентно-оптичного процесора. Хоча з технічних причин ця робота не вдалась, сама ідея була еквівалентна винайденню спекл-інтерферометрії. Вдосконалений когерентно-оптичний процесор для цієї роботи було збудовано в Радіоастрономічному інституті, а в 1974 перенесено на Чугуївську спорстережну станцію. Він використовувався для обробки панорам Марса, отриманих радянськими космічними станціями, а також для обробки фотографій в оборонних цілях. В 1986 Дудінов захистив докторську дисертацію «Проблема підвищення роздільної здатності під час астрономічних спостережень». Того ж року був нагороджений Державною премією.
В 1977—1993 роках Дудінов працював директором НДІ астрономії Харківського національного університету. Розгорнувши широку діяльність за госпдомовленостями, він зміг значно збільшити штат обсерваторії. Налагодилось співробітництво з московським ДАІШ і Майданакською обсерваторією, і навіть після розпаду СРСР Дудінову вдавалось підтримувати Майданак та отримувати спільні з москвичами гранти. Пішовши 1993 року з поста директора обсерваторії, залишився завідувачем відділу обробки зображень.
В 1995 в Майданакській обсерваторії Дудінов отримав зображення Хреста Ейнштейна. З цього почалось активне дослідження гравітаційних лінз в НДІ астрономії, що призвело до вивчення десятків об'єктів, ряду статей і монографії.

## Відзнаки
- Державна премія УРСР в галузі науки і техніки за цикл робіт «Аналогова та цифрова обробка астрономічних зображень» (1986).
- Створений під керівництвом Дудінова когерентно-оптичний процесор включений до реєстру наукових установок, що складають національне надбання України[2].